# Hermann Morneweg

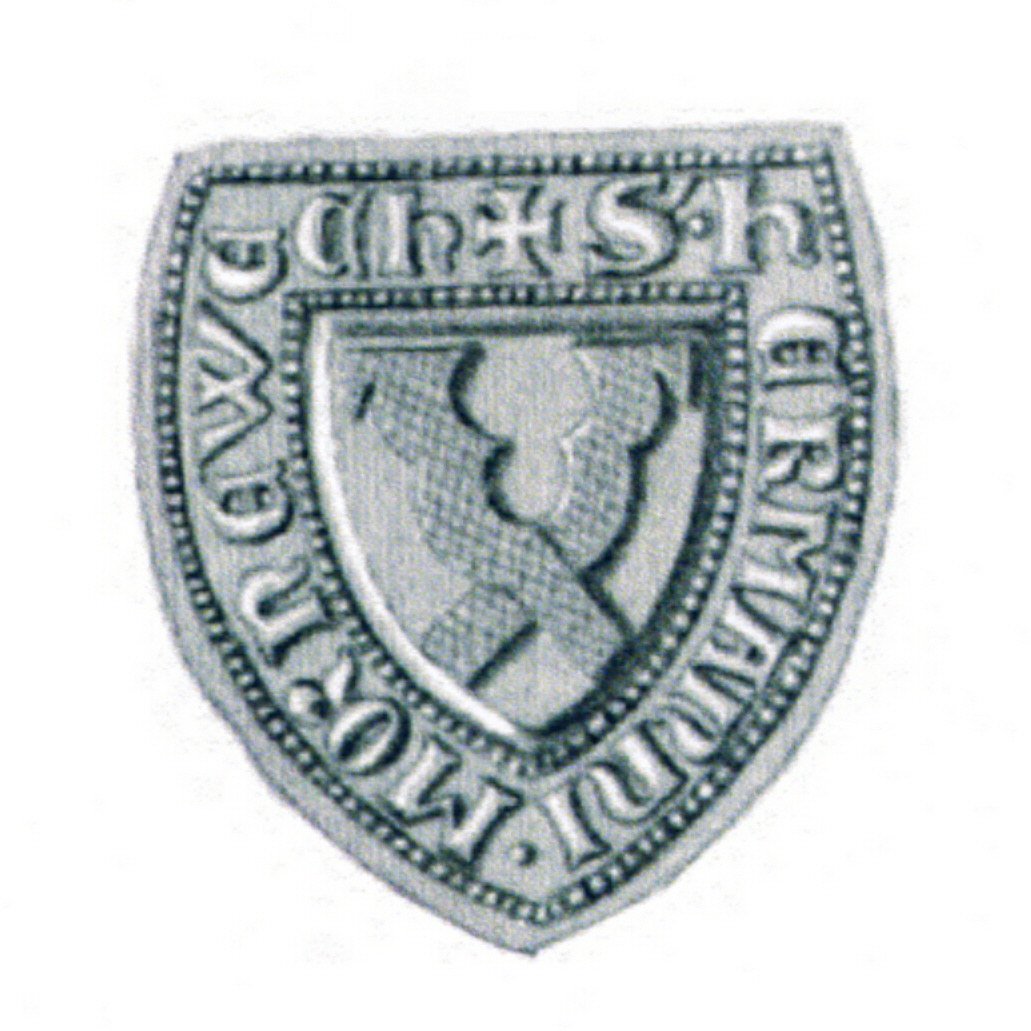
Siegel Hermann Mornewegs um 1328

Hermann Morneweg, vereinzelt auch Mornewech geschrieben (* um 1270 wahrscheinlich in King’s Lynn (England); † 25. Januar 1338 in Lübeck), war Bürgermeister der Hansestadt Lübeck.

## Leben
Hermann Morneweg wurde 1306 Ratsherr in Lübeck und 1312 Bürgermeister. Er war der Sohn des Ratsherrn  Bertram Morneweg, der vor seiner Rückkehr nach Lübeck ein erfolgreicher Kaufmann in King’s Lynn war und zu den Stiftern des Heiligen-Geist-Hospitals zählt. Seine Mutter war Gertrud Morneweg († 1301), die nach dem Tod ihres Mannes dessen Geschäfte fortsetzte. 
Hermann Morneweg war verheiratet mit Tiburga Raceborg und wohnte in der Königstraße 47–49. Er war der reichste Lübecker seiner Zeit und stiftete zwei Vikarien in der St. Johanniskirche in Krummesse beim Altar des hochheiligen Johannes und Bartolomäus und unterhielt sie mit Einkünften aus der Wohnung am Ratzeburger See, im Gau Kaköhl. Sein Enkel Diedrich Morneweg wurde ebenfalls Ratsherr in Lübeck.

## Quelle und Literatur
- Emil Ferdinand Fehling: Lübeckische Ratslinie. Lübeck 1925, Nr. 299
- Lübecker Beiträge zur Familien- und Wappenkunde – Herausgegeben vom Arbeitskreis für Familienforschung e.V. Lübeck Heft 17/18 im Oktober 1981
- Unterlagen Hans-Thorald Michaelis

| Personendaten    | Personendaten                       |
| ---------------- | ----------------------------------- |
| NAME             | Hermann Morneweg                    |
| ALTERNATIVNAMEN  | Hermann Mornewech                   |
| KURZBESCHREIBUNG | Bürgermeister der Hansestadt Lübeck |
| GEBURTSDATUM     | um 1270                             |
| GEBURTSORT       | unsicher: King’s Lynn, England      |
| STERBEDATUM      | 25. Januar 1338                     |
| STERBEORT        | Lübeck                              |